# Serafino Mazzarochi
Serafino Mazzarochi (Montegranaro, 7 de fevereiro de 1890 — Bologna, 21 de abril de 1961) foi um ginasta italiano que competiu em provas de ginástica artística pela nação.
Mazzarochi é o detentor de duas medalhas olímpicas, conquistadas na edição de 1912, nos Jogos de Estocolmo. Na ocasião, foi o vencedor da prova coletiva ao lado de seus dezessete companheiros de equipe, quando derrotaram as seleções da Hungria e Reino Unido. Posteriormente, foi ainda o medalhista de bronze na disputa do individual geral.